# Procambarus liberorum
Procambarus liberorum là một loài tôm nước ngọt bản địa Arkansas và Oklahoma.

## Phân bố
Ở Arkansas, P. liberorum sinh sống ở dãy núi Boston, dãy núi Ouachita và thung lũng Arkansas, đến phía đông tận quận Lonoke. Nó đã được phát hiện ở quận Le Flore, Oklahoma năm 2006.
Procambarus liberorum lần đầu được mô tả từ 3 mẫu vật do một con mèo bắt được ở Bentonville, Arkansas.
Loài Procambarus ferrugineum đã được xem là một loài nguy cấp trên sách đỏ IUCN nhưng nay được xem là to be identical to the widespread and secure P. liberorum, which is listed as a species of Least Concern.